# Sabethes purpureus
Sabethes purpureus är en tvåvingeart som först beskrevs av Theobald 1907.  Sabethes purpureus ingår i släktet Sabethes och familjen stickmyggor. Inga underarter finns listade i Catalogue of Life.